# Mùa hè đỏ lửa
Mùa hè đỏ lửa là một thiên tùy bút do tác giả Phan Nhật Nam thực hiện vào tháng 3 năm 1973 tại Quảng Trị.

## Lịch sử
Theo tự thuật, vào thời điểm khởi thảo - tháng 04 năm 1972, tác giả theo Lữ đoàn II Nhảy Dù đổ bộ xuống đồi Charlie (nơi được lính đặt biệt danh "nồi cơm điện National" vì mức độ quyết liệt) nhằm cắt đứt tuyến tiếp tế qua quốc lộ 14 của các sư đoàn cộng quân. Sau đó, nhân vật xưng Tôi lại theo nhiệm vụ tiếp ứng Tiểu đoàn I Thủy Quân Lục Chiến giải phóng quốc lộ 1 và toàn tỉnh Quảng Trị tới hết tháng 03 năm 1973.
Tác phẩm được gửi in tại nhà Sáng Tạo ở đô thành Sài Gòn trong năm 1973 và liên tục được các san hành xã khác nhau tái bản, trở thành ấn phẩm chiến tranh ăn khách và gây ấn tượng nhất thập niên 1970 ở cả hai miền Việt Nam. Tới thời điểm 30 tháng 04 năm 1975, các nhà in này thậm chí chưa thanh toán hết nhuận bút cho tác giả. Sau sự kiện 30 tháng 4, Mùa hè đỏ lửa cùng mọi tác phẩm kí danh Phan Nhật Nam bị đem ra đường phố đốt trong "chiến dịch bài trừ văn hóa phẩm đồi trụy" năm 1978. Tuy nhiên, những ấn bản khác vẫn tồn tại ở nhiều thư viện tư thục nên nội dung không hề mai một theo thời đại.
Ở thập niên 1980, tác phẩm lại được các nhà san hành hải ngoại cho tái xuất cả nguyên bản và dịch bản, đồng thời nội dung được đưa vào tàng trữ tại thư khố Đại học Michigan. Đến năm 1998, nhân kỉ niệm Ngày Quân lực Việt Nam Cộng hòa, tác giả Phan Nhật Nam bổ sung trong bản in mới các bài tựa để củng cố chiều sâu tác phẩm và tới nay được công nhận là bản lưu hành chính thức.

## Nội dung
Bản ấn loát tác phẩm Mùa hè đỏ lửa được chia thành 4 chương, xen 2 bài phi lộ.
Tác phẩm tiếp nối phong cách Dấu binh lửa nhưng chủ đích khắc họa rõ hơn những mặt người thời chiến. Hiện thực chiến tranh tuy tàn khốc nhưng không bi lụy, thậm chí có những đoạn kể truyện rất vui đời lính. Trong ấn bản cuối cùng năm 1998, tác giả đã hiệu chính tác phẩm theo thi pháp ca khúc Người ở lại Charlie của nhạc sĩ Trần Thiện Thanh và thi phẩm Chiều trên phá Tam Giang của thi sĩ Tô Thùy Yên, mà ở thời kì Mùa hè đỏ lửa mới phát hành, những bài này chưa công bố.
- Lời Mở Đầu
- Chương 1: Phác họa cứ điểm Tân Cảnh.

1. Charlie - tên nghe lạ quá
2. Đến đây - người gặp người
3. Trận đánh trên cao điểm
4. Ngày cuối của một người

- Chương 2: Chân dung trung tá Nguyễn Đình Bảo - tiểu đoàn trưởng 11 Nhảy Dù.

1. Đốt Charlie
2. Người ở lại với Charlie
3. Anh Năm kính yêu
4. Tạm kết - Charlie mất

- Chương 3: Thư chị Nguyễn Thị Hàng (giáo viên ở Nghệ An) gửi người yêu Lê Văn Hưu - chiến sĩ trung đoàn 124 Bắc Việt, hi sinh ngay trận đầu sau 6 tháng vượt Trường Sơn vào Nam.

1. An Lộc - miền Đông không bình yên
2. Quê hương của loài nai
3. Địa ngục trước mặt
4. Mãn thiên hoa vũ
5. Chân dung người giải phóng
6. Chiến trường lộ mặt
7. Thư của người tình hư vô

- Chương 4: Đất và người Trị Thiên giữa hai làn đạn.

1. Trị Thiên - đất vinh danh cho người
2. Về quê hương điêu tàn
3. Huế còn thở
4. Bay trong hoàng hôn
5. Dậy đường tử khí
6. Người Lính Việt Nam - một nhiệm mầu
7. Đêm trên bờ Thạch Hãn

| “                     | Lâu quá moa không thấy mặt trời, cao su ở đây còn lá, ngày lại nhiều pháo kích, ở luôn trong hầm cho tiện. Ra khỏi hầm chẳng làm được gì, nhỡ có chuyện gì lại thiệt cho đơn vị. Người tiểu đoàn trưởng số 1 đã nói thế, trận chiến này quả thật không còn chỗ để khai sinh anh hùng. Đánh nhau bằng lưỡi gươm, người làm tướng thuở xưa có cơ hội chứng tỏ được mưu lược, can đảm và tài nghệ riêng mình. Đánh bằng gươm, lối đánh mã thượng, quân tử, đánh đối mặt, và chết không ân hận. Chiến tranh hôm nay với đại pháo xa hàng chục cây số và viên đạn vô tình nổ chụp. Người thụ động toàn thể dưới vũ khí tàn ác vô nhân. Chiến tranh không những chỉ hủy diệt đời sống. Chiến tranh còn làm mất giá trị con người. | ” |
| — Trích Mùa hè đỏ lửa | |   |

## Ảnh hưởng
Trước khi Mùa hè đỏ lửa phát hành, tác giả Phan Nhật Nam đã được đánh giá là một trong những cây bút thượng hạng trong giới văn chương về đề tài chiến tranh. Nhưng ngay khi công bố, tác phẩm đã gieo những kinh ngạc trong báo giới về doanh thu và phải tái bản 30 lần để đáp ứng nhu cầu độc giả. Thành công vang dội này đem tên tuổi ông ra quốc tế, đồng thời, nhan đề tác phẩm về sau được coi là định danh phi chính thức của chuỗi chiến dịch Xuân Hạ 1972 trong các văn bản khoa học. Còn theo nghiên cứu gia Vương Trí Nhàn, từ những năm trước và sau sự kiện 30 tháng 04 năm 1975, tác phẩm Mùa hè đỏ lửa cùng một số ấn phẩm khác của tác gia Phan Nhật Nam đã được các nhà văn khoác áo lính ngoài Bắc tìm đọc khi có cơ hội vào thành thị miền Nam. Riêng với tác phẩm Mùa hè đỏ lửa, Phan Nhật Nam đã trở thành một vấn đề văn học thời chiến, gây nên những tranh luận sôi nổi trong giới văn bút Hà Nội từ thập niên 1970 mãi tới những năm 2020.
Ngày 04 tháng 03 năm 1973, tác giả Phan Nhật Nam tới phi trường Lộc Ninh chứng kiến lễ trao trả tù binh với tư cách kí giả quân sự. Theo lời khuyên của hai bạn văn Nguyễn Văn Thành và Đỗ Ngọc Yến, ông đem theo cuốn Mùa hè đỏ lửa. Tại đây, trước mặt 30 phóng viên quốc tế, ông gặp kí giả Bùi Tín (tư cách phóng viên báo Nhân Dân) và cho ông Bùi Tín coi bức ảnh in trong Mùa hè đỏ lửa để chứng minh vụ thảm sát Huế. Sau cuộc gặp này, ông bị phạt 60 ngày trọng cấm vì tội "phát biểu bất lợi cho quốc gia và phổ biến tác phẩm bất hợp pháp". Sự kiện này về sau cũng được kí giả Bùi Tín xác nhận.
| “                                                             | Phan Nhật Nam viết liên tiếp sáu cuốn ký về chiến tranh. Đọc những điều ông kể, người dân nghe chuyện lính cũng lây luôn cái phẫn nộ, cái uất hận của ông. Lòng nào nghĩ đến cái "văn" trong những tác phẩm như thế. Mười lăm năm của một người lính Nhảy Dù, ông làm lính xứng đáng. Mười lăm năm trong lao tù cộng sản, ông làm một tù nhân can trường. Văn nghiệp mười năm của ông phản ảnh chỗ nhiệt tâm dũng mãnh, can trường, trong cuộc sống ấy. Cái "văn" của ông là ở đó. | ” |
| — Võ Phiến, Văn học Miền Nam: Tổng quan, California, Mĩ, 1987 | |   |

Tác phẩm được trao Giải thưởng phóng sự chiến trường năm 1973.

## Liên kết
1. ↑  Truyện đời lính
2. ↑  Thụy Khuê, Nói truyện với nhà phê bình Vương Trí Nhàn về Văn học miền Nam
3. ↑  Đọc Tù binh và hòa bình của Phan Nhật Nam Lưu trữ ngày 11 tháng 5 năm 2021 tại Wayback Machine (Diệp Mỹ Linh)

### Tư liệu
- Với "một người lính viết văn" Phan Nhật Nam (Hoàng Lan Chi)
- Phan Nhật Nam - Hè vẫn còn đỏ lửa
- Phan Nhật Nam và những chấn thương không chảy máu
- Bút thép, mực máu, trái tim lửa